# Alleanza Nigerina per la Democrazia e il Progresso
L'Alleanza Nigerina per la Democrazia e il Progresso (in francese: Alliance nigérienne pour la démocratie et le progrès - ANDP-Zaman Lahiya) è un partito politico nigerino fondato nel 1992 da Moumouni Adamou Djermakoye.

## Risultati elettorali
| Elezione          | Voti       | %          | Seggi   |
| ----------------- | ---------- | ---------- | ------- |
| Parlamentari 1993 | 193.967    | 15,5       | 11 / 83 |
| Parlamentari 1995 | 186.247    | 12,9       | 9 / 83  |
| Parlamentari 1996 | 123.957    | 8,3        | 8 / 83  |
| Parlamentari 1999 | 116.610    | 6,6        | 4 / 83  |
| Parlamentari 2004 | 124.843    | 5,5        | 5 / 113 |
| Parlamentari 2009 | Boicottate | Boicottate | 0 / 113 |
| Parlamentari 2011 | 242.770    | 7,5        | 8 / 113 |
| Parlamentari 2016 | 140.579    | 2,9        | 4 / 171 |